# Долина-Черницкая
Долина-Черницкая (пол. Dolina Czernicka) — село в Польше, в гмине Осьякув Велюнского повета Лодзинского воеводства. Население — 178 человек (2011).
В 1975—1998 годах село принадлежало к Серадзского воеводства.

## Климат
Климат умеренный, мягкая зима и тёплое лето. Средняя температура в январе от −1 °C до −5 °C, в июле от +17 °C до +19 °C. Осадков 500—800 мм.

## Население
Демографическая структура по состоянию на 31 марта 2011 года:
|         | Всего | До трудоспособного возраста | Трудоспособного возраста | Старше трудоспособного возраста |
| ------- | ----- | --------------------------- | ------------------------ | ------------------------------- |
| Мужчины | 101   | 22                          | 65                       | 14                              |
| Женщины | 77    | 13                          | 44                       | 20                              |
| Всего   | 178   | 35                          | 109                      | 34                              |